# Jean Manga Onguéné
Jean Manga Onguéné   (12 de juny de 1946) és un exfutbolista camerunès de la dècada de 1970.
Fou internacional amb la selecció de futbol del Camerun.
Pel que fa a clubs, destacà a Canon Yaoundé.
Trajectòria com a entrenador:
- 1988-1990 Camerun (assistent)
- 1993-1995 Camerun U-20
- 1997-1998 Camerun